# Роза Кеннеді
Роза (Роуз) Елізабет Фіцджеральд Кеннеді (англ. Rose Elizabeth Fitzgerald Kennedy; 22 липня 1890 — 22 січня 1995) — американська філантропка, дружина Джозефа Патріка Кеннеді (1888-1969), фактичний матріарх клану Кеннеді, мати дев'ятьох дітей, серед яких Президент США Джон Ф. Кеннеді, сенатори Роберт Френсіс Кеннеді і Едвард Мур Кеннеді.

## Ранні роки
Народилась у Бостоні, штат Массачусетс, США, найстаршою дитиною в родині Джона Ф. Фіцджеральда і Мері Джозефін Геннон, представників впливового бостонського демократичного клану Фіцджеральдів. Її батько був видатною фігурою в політиці Бостона, двічі обіймав посаду мера міста і згодом став депутатом Конгресу США.
Початкову освіту Роза здобувала в голландській монастирській школі Кастіл Блюмендал у місті Веелс, після чого продовжила освіту в Дорчестерській середній школі, яку закінчила в 1906 році. Крім того, вона відвідувала бостонську музичну консерваторію New England Conservatory, де навчалася грі на фортепіано. Після закінчення середньої школи вступила в приватний нью-йоркський коледж Manhattanville College of the Sacred Heart.

## Шлюб
Після семи років залицянь 8 жовтня 1914 року одружилася з Джозефом Патріком Кеннеді. Народила дев'ять дітей. Після смерті чоловіка в листопаді 1969 року стала вдовою і пережила чотирьох зі своїх дев'яти дітей.
Чоловік утримував її та родину в достатку, але був невірний у шлюбі. На восьмому місяці третьої вагітності Роза повернулася до своїх батьків. Поставши перед батьком, вона почула нагадування, що він католик і не визнає розлучення, і що вона продовжить жити з довічно обраним чоловіком. Роза повернулася назад і стоїчно переносила всі зради чоловіка, серед яких була кінозірка Глорія Свенсон, яка одного разу висловилася: «ця Роза має бути святою, дурепою, або вона краща акторка, ніж я».
Роза вважала сенсом сексу продовження роду і вважала за краще не звертати увагу на зради чоловіка, хоча знала про них. Вона приймала заспокійливі для зняття стресу і порушеної функції шлунка.
Суворе дотримання католицьких постулатів часто було причиною конфліктів Рози з її дітьми, особливо з дочкою Кетлін. Роза відмовилася бути присутньою на весіллі дочки, яка стала дружиною Вільяма Кавендіша, старшого сина 10-го герцога Девонширського, відомого як маркіз Гартінгтон, оскільки він належав до англіканської церкви. Вони відновили нормальні відносини після загибелі маркіза у Другій світовій війні. Коли її дочка Кетлін Кавендіш, маркіза Гартінгтон, відома як леді Гартінгтон, загинула в авіакатастрофі в 1948 році (в якій загинув її новий наречений Пітер Вентворт-Фіцвільям, 8-й граф Фіцвільям, розлучений англіканин) на церковній церемонії і похованні в Девонширі був присутній лише її батько.

## Діти

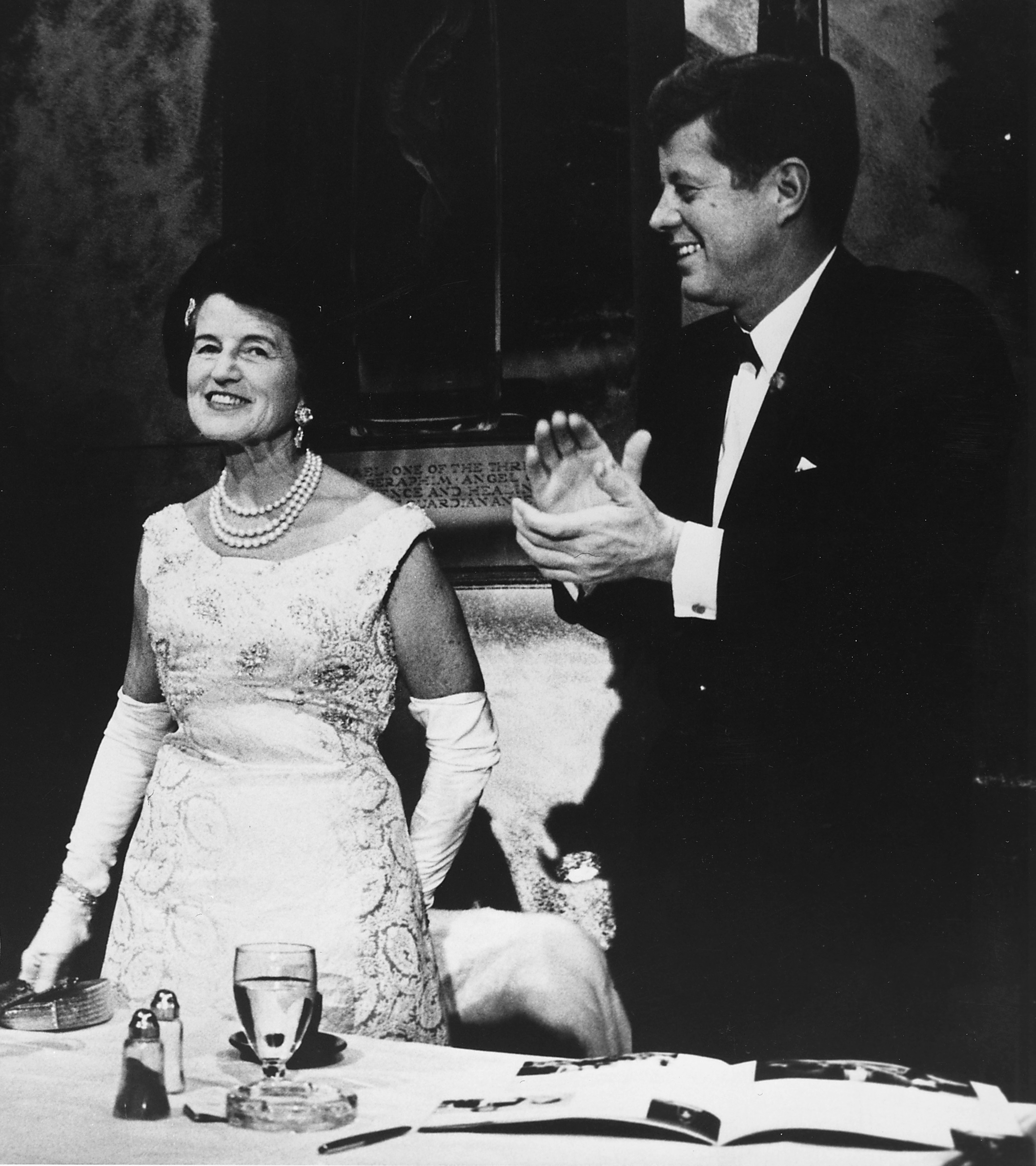
Роза Кеннеді і її син Президент США Джон Ф. Кеннеді у 1962 р.

| Ім'я                                | Дата народження   | Дата смерті       | Коротка біографія                                                                                        | Причина смерті                                                               |
| ----------------------------------- | ----------------- | ----------------- | --- | ---------------------------------------------------------------------------- |
| Джозеф П. Кеннеді-молодший          | 25 липня 1915     | 12 серпня 1944    | льотчик ВПС США                                                                                          | літак військово-морської авіації вибухнув над Ла-Маншем                      |
| Джон Ф. Кеннеді                     | 29 травня 1917    | 22 листопада 1963 | Палата Представників Конгресу США (1947-1953) Сенатор США (1953-1960) Президент США (1961-1963)          | застрелений в результаті замаху 22 листопада 1963 року в Далласі, штат Техас |
| Розмарі Кеннеді                     | 13 вересня 1918   | 7 січня 2005      | перенесла лоботомію в 1941 році, утримувалася в лікувальних установах з 1949 року і до моменту її смерті | природні причини                                                             |
| Кетлін Кавендіш, маркіза Гартінгтон | 20 лютого 1920    | 13 травня 1948    | маркіза Гартінгтон з 6 травня 1944 року, чоловік Вільям Кавендіш, маркіз Гартінгтон                      | загинула в авіакатастрофі в 1948 році, Франція                               |
| Дженіс Мері Кеннеді                 | 10 липня 1921     | 11 серпня 2009    | Міжнародна поборниця за права осіб з порушенням розвитку. Заснувала Спеціальні Олімпійські Ігри          | природні причини                                                             |
| Патриція Кеннеді Лоуфорд            | 6 травня 1924     | 17 вересня 2006   | | ускладнення від перенесеної пневмонії                                        |
| Роберт Френсіс Кеннеді              | 20 листопада 1925 | 6 червня 1968     | Генеральний прокурор США (1961-1964) Сенатор США (1965-1968)                                             | загинув в результаті замаху в 1968 році в Лос-Анджелесі, штат Каліфорнія     |
| Джин Кеннеді Сміт                   | 20 лютого 1928    |                   | Посол США в Ірландії (1993-1998)                                                                         |                                                                              |
| Едвард Мур Кеннеді                  | 22 лютого 1932    | 25 серпня 2009    | Сенатор США (1962-2009)                                                                                  | рак мозку                                                                    |

## Спадок
У 1951 році Папа Римський Пій XII присвоїв Розі Кеннеді титул «графині» в якості визнання її «зразкового материнства і багатьох благодійних робіт».[джерело не вказане 2064 дні]
Будучи широко відомою своїми філантропічними зусиллями, Роза Кеннеді у віці 90 років очолювала Парад Прабатьків на Спеціальній Олімпіаді. 
Її життя та досягнення відображені в короткому документальному фільмі, що отримав премію «Оскар» Rose Kennedy: A Life to Remember.